# Schätzsiefen
Schätzsiefen war ein Ortsteil der Gemeinde Lindlar im Oberbergischen Kreis in Nordrhein-Westfalen.

## Lage und Beschreibung
Der Wohnplatz lag nordwestlich von Lindlar nahe der Landesstraße 129, zwischen Oberkotten und Süttenbach.

## Geschichte
Aus der Charte des Herzogthums Berg aus dem Jahr 1789 des Carl Friedrich von Wiebeking geht hervor, dass der Ortsbereich zu dieser Zeit Teil der Honschaft Breidenbach im Kirchspiel Lindlar war.
Der Ort ist auf der Topographischen Aufnahme der Rheinlande von 1825 unbeschriftet verzeichnet. Die Preußische Uraufnahme von 1840 zeigt den Wohnplatz unter dem Namen Im Schatzsiefen. Ab der Preußischen Neuaufnahme von 1894/96 ist der Ort auf Messtischblättern regelmäßig als Schätzsiefen verzeichnet.
Der 1845 laut der Uebersicht des Regierungs-Bezirks Cöln als isoliertes Haus kategorisierte und Schätzsiefen bezeichnete Ort besaß zu dieser Zeit ein Wohngebäude mit acht Einwohnern, alle katholischen Bekenntnisses. Die Gemeinde- und Gutbezirksstatistik der Rheinprovinz führt Schätzsiefen 1871 mit zwei Wohnhäusern und elf Einwohnern auf. Im Gemeindelexikon für die Provinz Rheinland von 1888 werden für Schätzsiefen zwei Wohnhäuser mit vier Einwohnern angegeben. 1895 besitzt der Ort zwei Wohnhäuser mit elf Einwohnern, 1905 werden ein Wohnhaus und vier Einwohner angegeben.
In den 1960/70er Jahren fiel der Ort wüst.